# Шаумаров, Олег Темурович
Оле́г Тему́рович Шаума́ров (род. 1 декабря 1983 год, Ташкент, УзССР, СССР) — российский композитор, аранжировщик, музыкальный продюсер, певец. Лауреат премий «Золотой граммофон» как автор песни «Орлы или вороны». Автор песни «Вдвоём», которую исполняли Максим Фадеев и Наргиз.  Обладатель премии «Шансон года» за песню «Камень».

## Биография
Родился в Ташкенте. С 2000 года живёт в Москве. С детства влюблён в музыку, в юношеские годы исполнял популярные песни для друзей и в метро на Арбатско-Покровской линии и Театральной станции Москвы. Окончил ташкентскую музыкальную школу имени Виктора Успенского.
В 2003 году основал группу ВИА «Союз». Наиболее известная песня — «Я не могу иначе». ВИА «Союз» стали дипломантами «Славянского базара».
С 2005 года выступает сольно.
В 2018 году состоялся первый сольный концерт.
Работает со многими российскими звёздами: Аллой Пугачевой, альбом «Приглашение на закат», Кристиной Орбакайте, Филиппом Киркоровым альбом ДруGOY, Ириной Аллегровой, Николаем Басковым, Таисией Повалий, Сергеем Лазаревым, Лолитой, Лаймой Вайкуле, Славой, Максимом Фадеевым, Григорием Лепсом.
Работал с музыкальными группами: «Корни», «Премьер-министр», «Ассорти».
Принимал участие в проектах: «Две звезды», «Достояние республики», «Большие гонки», «Угадай мелодию», «Фактор „А“», где работал над звуком, аранжировкой и выступал в качестве продюсера.
Участник седьмого сезона телешоу Голос в команде Ани Лорак. Во время отборочного этапа впервые исполнил свою песню «Вдвоём», которую ранее исполняли Максим Фадеев и Наргиз.
Песни на слова Олега можно услышать и в молодёжном сериале «Реальные пацаны».
Написал книгу о том, как бросить пить «Проблема на Ж».
Открыл свой лейбл TopLabMusic для битмэйкеров, сонграйтеров, топлайнеров, современных вокалистов и артистов.
В 2018 году женился на девушке по имени Валерия. В 2019 году у пары родился сын Александр.

## Фильмография
- Композитор фильма «Красная шапочка. Тайна последнего волкобоя» (2021)

## Дискография

### Альбомы
- 2019 — Верь мне
- 2020 — 13

### Синглы
- 2018 — Камень
- 2018 — Я не верю
- 2018 — Видишь я здесь
- 2018 — Простое счастье
- 2018 — Равнодушие (с Юлией Савичевой)
- 2019 — Падаем
- 2019 — Малиновая ночь
- 2021 — Вперёд ногами
- 2021 — С тобой
- 2022 — Я русский
- 2022 — Моя страна
- 2022 — Аллея ангелов

## Награды
- Премия «Золотой граммофон» как автор песни «Орлы или вороны»
- Премия «Шансон года» за песню «Камень»